# Castell d'Albocàsser
El castell d'Albocàsser és un castell templer, que va ser construït en 1249, i que es troba en el centre del nucli urbà d'Albocàsser.
D'estil gòtic i planta irregular, incloïa dos patis, tres plantes i dues galeries. Adquireix la seua fisonomia característica amb l'ampliació ordenada per Artal d'Alagó en 1289, ampliació que incloïa la construcció de dues torres en els cantons principals.
Va passar posteriorment a l'orde de Montesa en 1319 i en 1558 es van escometre noves reformes i remodelacions.
En l'actualitat només resten unes ruïnes amb llenços de muralla i alguna torre.